# Ramón Borrells
Ramón Borrells (Solsona, baut. 8 de enero de 1686 - Solsona, 16 de mayo de 1750) fue un organista, compositor y maestro de capilla español.

## Vida
Ramón Borrells nació en Solsona, provincia de Lérida, y fue bautizado el 8 de enero de 1686. Fue hijo de Ramón Borrells, tejedor de lino, y Gerónima, y hermano de Mariano Borrells, posteriormente maestro de capilla de la Catedral de Solsona. Es de suponer que se formó musicalmente en la Catedral de Solsona, bien con el maestro Josep Ferrer o bien con el maestro Josep Soler.
Josep Soler consiguió sin oposición el magisterio de la Basílica de Santa María de Igualada el 10 de junio de 1702, con lo que quedaba vacante el cargo de maestro de capilla de la Catedral de Solsona. Ramón Borrells debió conseguir el magisterio poco después, ya que en diciembre de 1703 firmaba la recepción del suelto de maestro desde el mes de abril de ese año: 18 libras y 15 sueldos.

Dich jo lo baix firmant que com a mestre de capella de la Catedral Iglésia de Solsona que en dit nom tinch rebut del Il·lustre Senyor canonge Onofre Ots síndich de la obra de dita Chatedral dibuit lliures quinse sous dich 18 ll. 15 s. Y dites són per lo salari de nou mesos discorreguts des del primer de Abril [de] 1703 fins al últim de Dessembre de dit any 1703. Y per ser axís veritat fas la present. Rebuda de mà pròpia firmada als 31 de Dessembre [de] 1703
Digo yo, el abajo firmante, que como maestro de capilla de la Catedral de Solsona, que en dicho nombre tengo recibido del ilustre canónigo Onofre Ots, síndico de la obra de dicha Catedral, dieciocho libras [y] quince sueldos, es decir, 18 l. 15 s. Y dichas son por el salario de nueve meses pasados desde el primero de abril de 1703 hasta el último de diciembre de dicho año 1703. Y por ser esa la verdad según la presente. Recibida de mano propia firmada el 31 de diciembre [de] 1703.
Ramón Borrells, maestro y organista [firma]

La diócesis de Solsona es un obispado modesto, sin grandes posibilidades económicas, por lo que el cargo de maestro de capilla habitualmente iba unido al de organista. El magisterio tampoco era tan oneroso como en las grandes catedrales españolas, en las que el maestro debía encargarse de la educación y el mantenimiento de un grupo más o menos grande de infantes del coro. En Solsona no sería hasta el magisterio de su sucesor cuando se reintrodujo la costumbre establecida en 1642 de tener a dos infantes. A principios de 1709 Borrells ya tenía que ser sacerdote, puesto que pasó a ocupar el beneficio de San Blás.
Es probable que Borrells fuese «l'organista de Solsona» que en 1718 y 1719 había tocado el órgano el día de Navidad en el Santuario de la Virgen del Milagro en Riner, a unos 12 kilómetros de Solsona. En 1721 Borrells ya recibía pago por sus servicios musicales en el Santuario del Milagro y en 1723 firmaba un contrato como organista del Santuario, cargo que ocuparía hasta 1725. A partir de 1721 le sucedería en el magisterio de Solsona su hermano, Mariano Borrells.
A principios de 1750 debió enfermar de gravedad, ya que el 15 de abril de ese año ni siquiera pudo firmar su testamento, que fue firmado por el escultor Carles Morató. Falleció el 16 de mayo siguiente en la casa que ocupaba en la calle de la Seo —actualmente de Sant Llorenç [san Lorenzo]— en Solsona.